# Leptonema irroratum
Leptonema irroratum är en nattsländeart som beskrevs av Oliver S. Flint Jr. 1974. Leptonema irroratum ingår i släktet Leptonema och familjen ryssjenattsländor. Inga underarter finns listade i Catalogue of Life.